# 罗伯特·佩恩·沃伦
罗伯特·佩恩·沃伦（英語：Robert Penn Warren，1905年4月24日—1989年9月15日），知名詩人、評論家，美國第一任桂冠詩人，為「新批評」代表之一。被譽為「我們最傑出的文學家」以及「二十世紀後半葉最重要的美國詩人」。著有《國王的全班人馬》（獲普利策奖）、《理解小說》、《理解詩歌》等書。
其與克林斯·布魯克斯有過不少次合作，其中《理解小說》、《理解詩歌》等書，為美國各大學必備的教科書之一。

## 生平
- 1920年代開始寫詩，出版了十多部詩集。
- 1979年他以《今與昔，1976－1978年詩選》奪得普利茲獎。
- 1986年，被美國國會圖書館授予「桂冠詩人」的稱號，成了美國文學史上第一個桂冠詩人。